# Ava Dalush
Ava Dalush (Mansfield, Inglaterra; 23 de junio de 1989) es una actriz pornográfica y modelo erótica británica.

## Biografía
Dalush nació en junio de 1989 en Mansfield, en el condado de Nottinghamshire (Inglaterra), en una familia de ascendencia escocesa y mexicana. No tuvo una buena infancia. Su padre no siempre se encontraba en casa y en varias entrevistas, Dalush catalogaba a su madre como una persona poco responsable y madura.
Antes de entrar en la industria pornográfica, Ava Dalush comenzó como chica web cam y como presentadora en los TV Chat. Una empresa se puso en contacto con ella interesada en contar con ella como modelo, al tiempo que la versión inglesa de Playboy hacia lo mismo para una sesión fotográfica. Marchó a Londres, donde conoció en una expo de XBIZ a la actriz porno Samantha Bentley y a los directores Gazzman y Scarlet Revell, quienes la animaron a realizar una prueba como actriz.
Animada por cómo salió, a pesar de los nervios que confirmó en entrevistas, decidió entrar en la industria pornográfica en octubre de 2012, a los 23 años de edad.
Ha trabajado para productoras como 21Sextury, Evil Angel, New Sensations, Harmony o Jules Jordan Video, entre otras.
Sobre su nombre artístico, Ava reconoce que surgió como inspiración en un supermercado, derivando primero en Eva y después en Ava. Con respecto a su apellido, parecía tener una particular obsesión con la letra D de la que acabó saliendo el nombre de Dalush, conformando su nombre final.
En 2014 recibió sus dos primeras nominaciones importantes en los Premios AVN. La primera a la Artista femenina extranjera del año y la segunda a la Mejor escena de sexo en producción extranjera por la película Private Gold 162: 19th Birthday Present: the Greatest Orgy.
En la edición de 2015 recibió la nominación en los Premios AVN a la Mejor escena POV de sexo por Doctor Whore Porn Parody. Ese mismo año consiguió la nominación en los Premios XBIZ a Artista femenina extranjera del año y ganó el premio a la Mejor escena de sexo en película vignette por I Love My Hot Wife.
En marzo de 2015 fue nombrada Pet of the Month por la revista Penthouse. En enero de 2016, Dalush también fue proclamada Danni Girl del mes.
En 2016 repitió en los XBIZ a Artista femenina extranjera del año, así como a la Mejor escena de sexo lésbico en los Premios AVN por la película Mother's Little Helper.
Algunas películas de su filmografía son Samantha Bentley Is Filthy, My Hotwife's Black Bull 2, Taste, Dana Vespoli's Real Sex Diary 2, Girls in Tight Spandex, Housemates 2, Initiation of Ava Dalush o UK Sporty Babes.
Retirada en 2018, llegó a grabar más de 270 películas como actriz.

## Premios y nominaciones
| Año  | Ceremonia         | Resultado | Premio                                        | Trabajo                                  |
| ---- | ----------------- | --------- | --------------------------------------------- | ---------------------------------------- |
| 2013 | Sex Awards        | Nominada  | Hottest New Girl                              | —                                        |
| 2014 | Premios AVN       | Nominada  | Artista femenina extranjera del año           | —                                        |
| 2014 | Premios AVN       | Nominada  | Mejor escena de sexo en producción extranjera | 19th Birthday Present: the Greatest Orgy |
| 2015 | Premios AVN       | Nominada  | Mejor escena POV de sexo                      | Doctor Whore Porn Parody                 |
| 2015 | Premios AVN       | Nominada  | Premio fan: Mejores pechos                    | —                                        |
| 2015 | Spank Bank Awards | Nominada  | Boobalicious Babe of the Year                 | —                                        |
| 2015 | Premios XBIZ      | Ganadora  | Mejor escena de sexo en película vignette     | I Love My Hot Wife                       |
| 2015 | Premios XBIZ      | Nominada  | Artista femenina extranjera del año           | —                                        |
| 2016 | Premios AVN       | Nominada  | Mejor escena de sexo lésbico                  | Mother's Little Helper                   |
| 2016 | Premios XBIZ      | Nominada  | Artista femenina extranjera del año           | —                                        |